# Jevgenia Linetskaja
Jevgenia Simonovna Linetskaja (Russisch: Евгения Симоновна Линецкая) (Moskou, 30 november 1986) is een in Rusland geboren, voormalig professioneel tennisspeelster die voor Israël uitkwam.

## Loopbaan
Linetskaja werd dankzij haar moeder op zesjarige leeftijd in de tenniswereld geïntroduceerd, door tennisballen tegen een muurtje aan te slaan. Zij spreekt vloeiend Russisch en Engels en thans ook Hebreeuws en zelfs een klein beetje Nederlands.
Linetskaja wist in haar loopbaan geen WTA-toernooi te winnen. Wel was zij tweemaal halvefinaliste. Zij won zeven enkelspeltitels in het ITF-circuit.
In 2006 speelde zij nauwelijks. In november 2005 werd haar toenmalige coach Joe Giuliano door de WTA voor het leven verbannen. Haar vader Simon Linetskiy werd voor twee jaar geschorst. Beiden mogen zich niet op de terreinen van toernooien bevinden, noch bij spelershotels. De maatregelen hebben te maken met een incident waarbij Linetskaja mishandeld werd door Giuliano, die hiervoor nog altijd gezocht wordt.
In 2007 keerde zij voor korte tijd terug naar het tennis en speelde een aantal toernooien in het ITF-circuit. Zij won drie toernooien in Montechoro, Ramat Hasjaron en Raänana, en won samen met Tzipora Obziler ook het vrouwendubbelspel in Raänana. Begin 2008 beëindigde zij haar professionele tennisloopbaan.

## Posities op deWTA-ranglijst
Positie per einde seizoen:
| jaar | rang enkelspel | rang dubbelspel |
| ---- | -------------- | --------------- |
| 2001 | 691            | –               |
| 2002 | 737            | 843             |
| 2003 | 221            | –               |
| 2004 | 96             | 747             |
| 2005 | 53             | 315             |
| 2006 | 1192           | –               |
| 2007 | 590            | 657             |

## Palmares

### Gewonnen ITF-toernooien enkelspel
| nr. | finale     | toernooi        | dotatie  | ondergrond    | tegenstandster in finale | score         |
| --- | ---------- | --------------- | -------- | ------------- | ------------------------ | ------------- |
| 1.  | 2002-11-03 | Minsk           | $ 10.000 | tapijt (i)    | Anastasija Jakimava      | 6-2, 6-1      |
| 2.  | 2003-03-30 | Sint-Petersburg | $ 25.000 | hardcourt (i) | Tatsiana Uvarova         | 5-7, 6-4, 6-4 |
| 3.  | 2004-04-18 | Jackson         | $ 25.000 | gravel        | Alisa Klejbanova         | 4-6, 6-2, 6-4 |
| 4.  | 2004-08-22 | The Bronx       | $ 50.000 | hardcourt     | Nuria Llagostera Vives   | 4-6, 6-3, 6-4 |
| 5.  | 2007-02-18 | Montechoro      | $ 10.000 | hardcourt     | Joelija Kalabina         | 6-2, 6-0      |
| 6.  | 2007-03-18 | Ramat Hasjaron  | $ 10.000 | hardcourt     | Martina Babáková         | 6-3, 7-6      |
| 7.  | 2007-03-24 | Raänana         | $ 10.000 | hardcourt     | Tereza Hladíková         | 6-4, 6-4      |

### Gewonnen ITF-toernooien dubbelspel
| nr. | finale     | toernooi | dotatie  | ondergrond | partner         | tegenstandsters in finale         | score    |
| --- | ---------- | -------- | -------- | ---------- | --------------- | --------------------------------- | -------- |
| 1.  | 2007-03-23 | Raänana  | $ 10.000 | hardcourt  | Tzipora Obziler | Martina Babáková Verónica Spiegel | 6-1, 6-2 |

## Resultaten grandslamtoernooien
| Legenda | Legenda                          |
| ------- | -------------------------------- |
| g.t.    | geen toernooi gehouden           |
| l.c.    | lagere categorie                 |
| –       | niet deelgenomen                 |
| G       | uitgeschakeld in de groepsfase   |
| 1R      | uitgeschakeld in de eerste ronde |
| 2R      | uitgeschakeld in de tweede ronde |
| 3R      | uitgeschakeld in de derde ronde  |
| 4R      | uitgeschakeld in de vierde ronde |
| KF      | uitgeschakeld in de kwartfinale  |
| HF      | uitgeschakeld in de halve finale |
| F       | de finale verloren               |
| W       | het toernooi gewonnen            |
| w-v     | winst/verlies-balans             |

### Enkelspel
| toernooi        | 2004 | 2005 | 2006 |    | 2008 |
| --------------- | ---- | ---- | ---- | -- | ---- |
| Australian Open | –    | 4R   | 1R   | 1R |      |
| Roland Garros   | –    | 1R   | –    | –  |      |
| Wimbledon       | –    | 1R   | –    | –  |      |
| US Open         | 2R   | 2R   | –    | –  |      |

### Vrouwendubbelspel
| toernooi        | 2005 | 2006 |
| --------------- | ---- | ---- |
| Australian Open | –    | 1R   |
| Roland Garros   | 2R   | –    |
| Wimbledon       | 1R   | –    |
| US Open         | 1R   | –    |

### Gemengd dubbelspel
| toernooi        | 2005 |
| --------------- | ---- |
| Australian Open | –    |
| Roland Garros   | –    |
| Wimbledon       | 1R   |
| US Open         | –    |